# Unchangeable
|  | Denne artikel er oprettet af botten PalnaBot ud fra en ekstern database. Den kan derfor have sproglige fejl eller mangler. Denne skabelon kan fjernes efter kontrol af indholdet. |

Unchangeable er en kortfilm instrueret af James Barclay efter manuskript af James Barclay.